# Moonbin
Moon Bin, med artistnamnet skrivet Moonbin, född 26 januari 1998 i Cheongju, död 19 april 2023 i Seoul, var en sydkoreansk sångare, mest känd för att ha medverkat i pojkbandet Astro. Moonbin påträffades död i sitt hem den 19 april 2023.